# 아이자와 병원

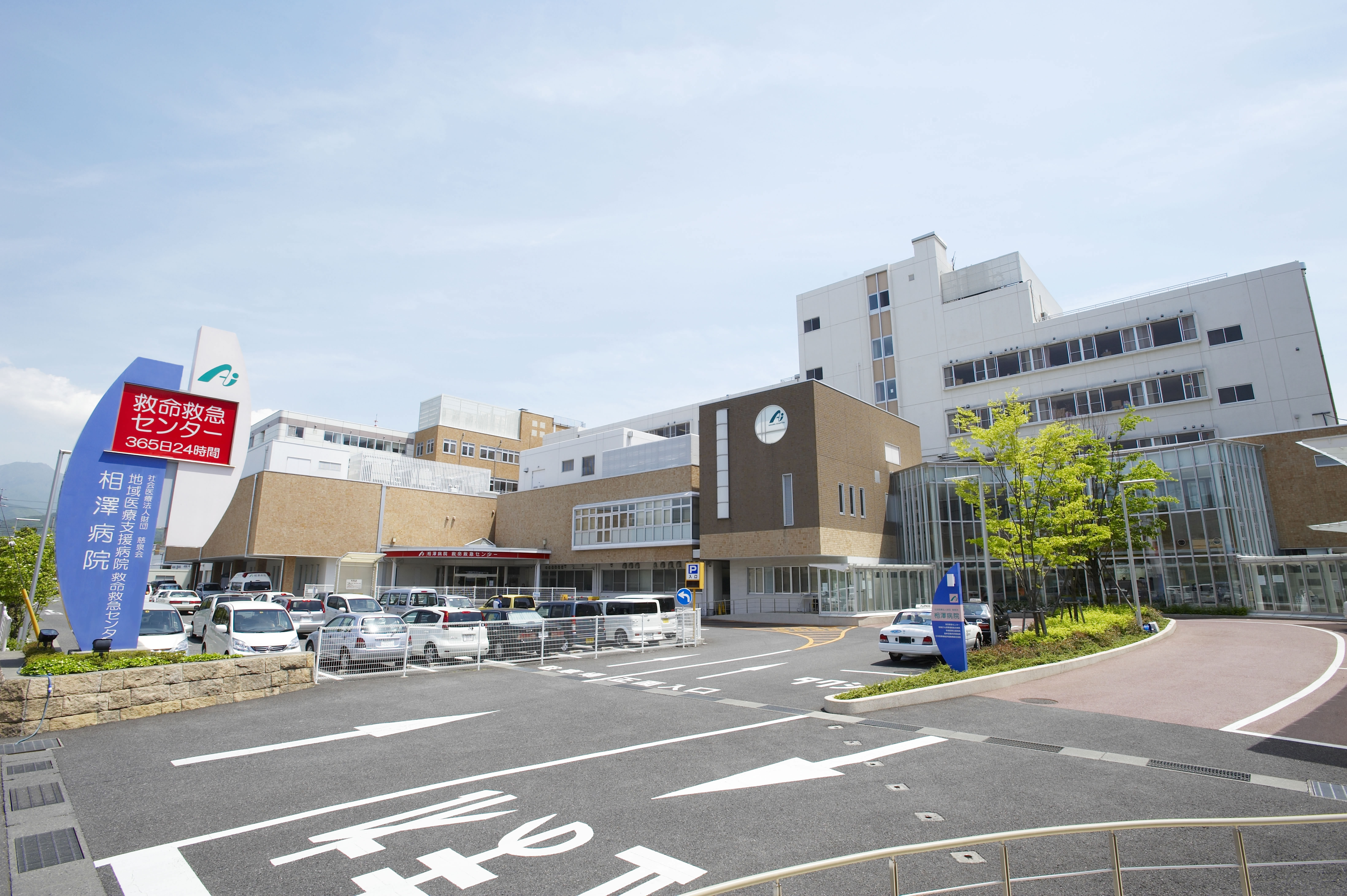

사회 의료 법인 재단 자천회 아이자와 병원(社会医療法人財団慈泉会相澤病院)은 일본 나가노현 마쓰모토시 혼죠우에 있는 의료 기관, 사회 의료 법인 재단 자천회가 운영하는 병원이다. 나가노현 최초의 지역 의료 지원 병원에서 중신 지역 응급 지정 병원이다. 고다이라 나오 선수와 직장일은 병행하고 있는 곳이기도 하다.

## 역사
- 1908년 1월 10일 - 아이자와 의원으로 개원.
- 1952년 - 아이자와 병원으로 명칭 바꿈
- 2001년 - 지역 의료 지원 병원으로 승인
- 2005년 - 중신 지구 신형 구명 구급 센터 지정
- 2008년 - 사회 의료 법인으로 지정
- 2014년 - 양성자 방사선 치료 센터 개설.
- 2015년 - 아이자와 병원 중국 베이징 의원 관리 유한 공사 개설
- 2016년 -  아이자와 히가시 병원 개설

## 소속 스테프
- 고다이라 나오: 일본의 여자 스피드 스케이팅 선수